# بريت هاركنز
بريت هاركنز (بالإنجليزية: Brett Harkins)‏ هو لاعب هوكي الجليد أمريكي، ولد في 2 يوليو 1970 في نورث ريدجفيل في الولايات المتحدة.

## وصلات خارجية
- بريت هاركنز على موقع دوري الهوكي الوطني (الإنجليزية)
- بريت هاركنز على موقع قاعة مشاهير الهوكي (لاعب أن.إتش.أل) (الإنجليزية)
- بريت هاركنز على موقع EliteProspects.com (الإنجليزية)
- بريت هاركنز على موقع HockeyDB.com (الإنجليزية)
- بريت هاركنز على موقع Hockey-Reference.com (الإنجليزية)